# نيزيو
نيزيو هي فرقة فتيات يابانية تأسست من قبل شركة جاي واي بي إنترتينمنت وسوني للترفيه الموسيقي اليابانية في ديسمبر 2020.
اسم نادي المعجبين والاسم الجماعي للجماهير هو "WithU".